# Radějovice (okres Strakonice)
Radějovice jsou obec v okrese Strakonice v Jihočeském kraji. Žije zde 46 obyvatel.

## Historie

### 14.–16. století
První písemná zmínka o obci pochází z roku 1334, v té době obec podléhala pánům ze Strakonic, kteří byli věrnými poddanými krále Jana Lucemburského a posléze Karla IV. Další písemný záznam o Radějovicích je z roku 1351, kdy Vilém ze Strakonic prodal Petrovi, Joštovi, Oldřichovi a Janovi, pánům z Rožmberka, panství za tisíc kop grošů. Panství zahrnovalo hrad Bavorov, městečka Bavorov a Strunkovice a dále 23 vesnic, mezi kterými jsou jmenovány i Radějovice. Bavorovský hrad zanikl pravděpodobně ještě ve 14. století, kdy Rožmberkové přesunuli správu panství na nově vystavený hrad Helfenburk.
V roce 1593 prodal Petr Vok z Rožmberka celé panství Helfenburské za 20 000 kop českých grošů městu Prachatice, které byly v té době na vrcholu hospodářského rozkvětu.

### 17. století
Po bitvě na Bílé hoře roku 1620 bylo Helfenburské panství zkonfiskováno (připadlo královské komoře) a přestože se město Prachatice snažilo o jeho zpětné získání, nepodařilo se to.
Radějovice, podobně jako ostatní obce v Prácheňském kraji, byly postiženy třicetiletou válkou. Podle Berní ruly, která byla sepsána v roce 1654, tj. po skončení třicetileté války, byli rolníci v Radějovicích rozděleni do dvou panství, a to:
- Panství Bratronické pána Ferdinanda Rudolfa Lažanského, hraběte z Bukové. Panství byli poddáni 4 radějovičtí sedláci.[6]

- Panství Štěkeňské, kde byl zámek s hospodářským vedením a kterému patřil městys Štěkeň a 15 vsí, mimo jiné i část Radějovic. Tomuto panství byli poddáni čtyři radějovičtí sedláci, jeden chalupník a jeden zahradník.[6]

Pouze část rolníků byla schopna odvádět daně, některé grunty byly vyhořelé, jeden grunt byl opuštěný, „role ladem leží“ a rovněž zahrada (domek) byla pustá. V Berní rule se o životních poměrech rolníků v Radějovicích píše: „Tito dosti skrovné živnosti mají. Půda dobrá, žitná“.

### 20. století – 1. světová válka
Hrůzy 1. světové války zasáhly i Radějovice, zahynulo pět občanů obce. Památník obětem padlým ve Světové válce 1914–1918 je umístěn v Paračově před kostelem.
Z hlediska církevní správy Radějovice vždy patřily pod farnost Paračov.

## Přírodní poměry

### Geografie
Radějovice se nacházejí na území strakonického okresu, který spolu s dalšími sedmi okresy patří do vyššího územního samosprávného celku Jihočeský kraj. Od Strakonic jsou vzdáleny šestnáct kilometrů jihovýchodním směrem a od statutárního města České Budějovice 47 kilometrů severozápadním směrem.
Katastrální území se nazývá Radějovice u Netonic a k 31. prosinci 2016 mělo celkovou plochu 225,3 hektaru, z toho bylo:
- 75 % zemědělských pozemků, které ze 79 % tvoří orná půda, tj. 133,84 hektaru (59 % rozlohy katastru), z 20 % trvalé travní porosty (15 % katastru) a zbytek jsou zahrady.
- 25 % nezemědělských pozemků, z toho 79 % představují lesy, to je 43,90 hektaru (19 % rozlohy katastru).

Radějovice leží v nadmořské výšce 521 metrů na rozhraní Drahonické a Krajníčské vrchoviny. Obě tyto vrchoviny jsou podokrsky Netonické vrchoviny, která je okrskem Bavorovské vrchoviny a ta je podcelkem Šumavského podhůří. Okolní vrchy přesahují 600 metrů, nejvyšším bodem na území obce je bezejmenný kopec s nadmořskou výškou 629 metrů.

### Vodstvo
Radějovicemi protéká bezejmenný potok, který je pravostranným přítokem Cehnického potoka v povodí Otavy a patří k úmoří Severního moře. Potok pramení 1,5 kilometru nad obcí v lesním údolí ve výšce 570 metrů na západním svahu Radovce. Potok protéká rybníkem Na drahách, pak návesním rybníkem a u Kváskovic se ve výšce 474 metrů vlévá do Cehnického potoka.
Cehnický potok spolu s dalšími svými přítoky byl příčinou častých záplav, které ohrožovaly značnou část obce Cehnice. V období od 9/2009 do 7/2010 byl za účasti evropských dotací vybudován na Cehnickém potoce mezi obcemi Paračov a Cehnice suchý poldr. Cílem projektu bylo snížit povodňový průtok a tím odstranit hrozbu záplav. U Sudoměře se Cehnický potok vlévá do Otavy.

## Obyvatelstvo
Radějovice patří svým počtem obyvatel mezi malé vesnice, ale v posledních letech má počet obyvatel zvyšující se tendenci. K datu 1. ledna 2013 bylo v obci 38 obyvatel, z toho 19 mužů a 19 žen. K 1. lednu 2018 bylo evidováno 45 obyvatel, z toho 24 mužů a 21 žen.
| Rok            | 1869 | 1880 | 1890 | 1900 | 1910 | 1921 | 1930 | 1950 | 1961 | 1970 | 1980 | 1991 | 2001 | 2011 | 2021 |
| -------------- | ---- | ---- | ---- | ---- | ---- | ---- | ---- | ---- | ---- | ---- | ---- | ---- | ---- | ---- | ---- |
| Počet obyvatel | 122  | 146  | 158  | 144  | 121  | 130  | 126  | 88   | 83   | 85   | 67   | 49   | 40   | 28   | 37   |
| Počet domů     | 22   | 24   | 23   | 24   | 24   | 24   | 23   | 21   | 19   | 19   | 19   | 19   | 20   | 21   | 20   |

## Obecní správa
Mezi lety 1850–1976 patřily Radějovice jako osada obce k Netonicím v okrese Strakonice. Od 1. dubna 1976 do 23. listopadu 1990 patřily jako část obce k Bílsku a od 24. listopadu 1990 jsou samostatnou obcí.

## Doprava

### Dopravní síť
Obcí prochází silnice III. třídy. Ve vzdálenosti pět kilometrů lze najet na silnici I. třídy I/22 Domažlice – Klatovy – Horažďovice – Strakonice – Vodňany.
Železniční trať na území obce není.

### Veřejná doprava
V obci má zastávku autobusová linka Strakonice – Netonice. V pracovních dnech jsou k dispozici 3 spoje, o víkendech spojení není. Dopravcem je ČSAD STTRANS Strakonice a.s.

## Pamětihodnosti
- Usedlost čp. 12 (kulturní památka ČR)
- Prostá obdélná kaple Panny Marie z 19. století se zvoničkou na hřebeni střechy, před ní litinový kříž na kamenném podstavci
- Výklenková kaplička z roku 1895 před usedlostí čp. 18

## Galerie

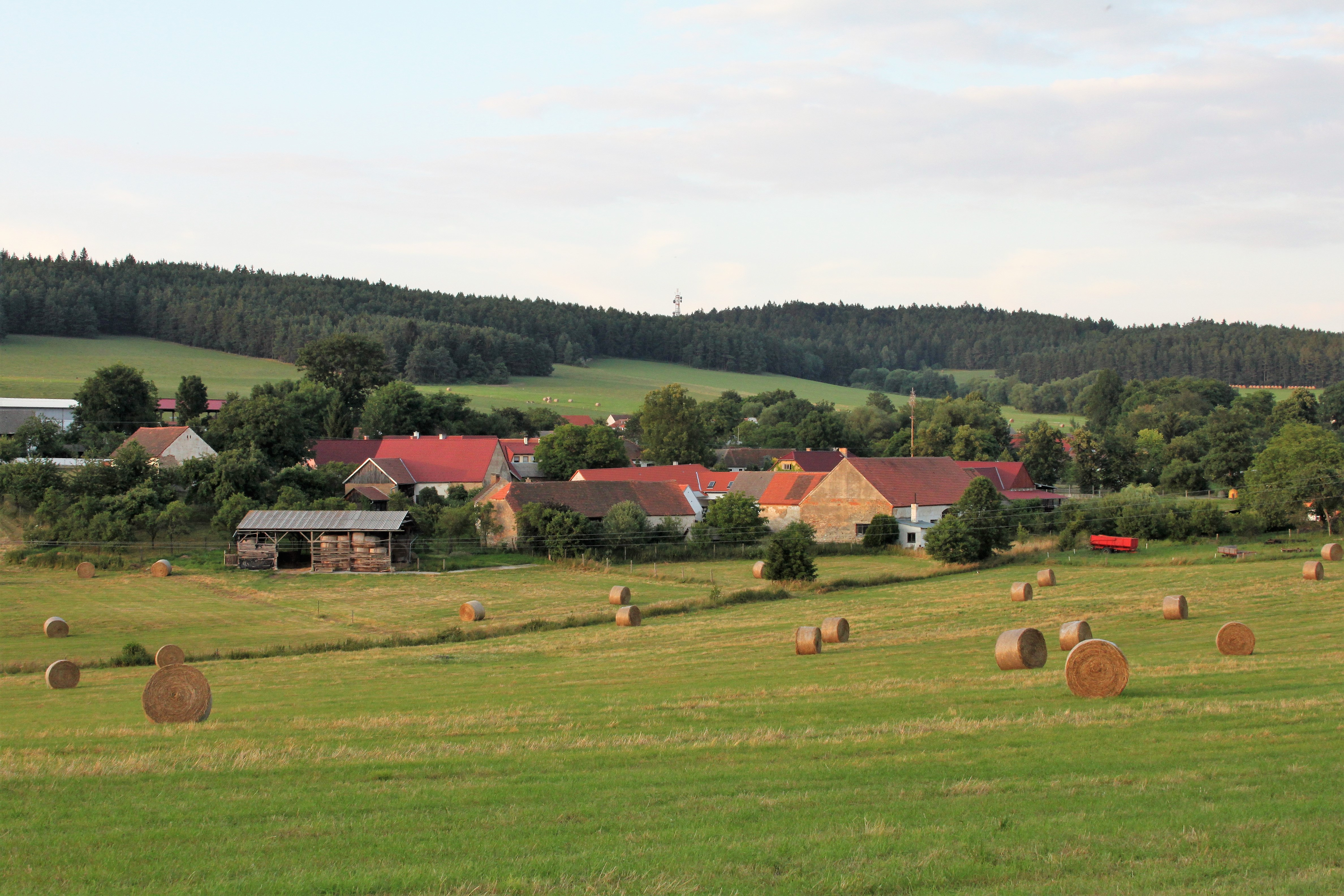
Radějovice od jihozápadu, v pozadí vrch Radovec
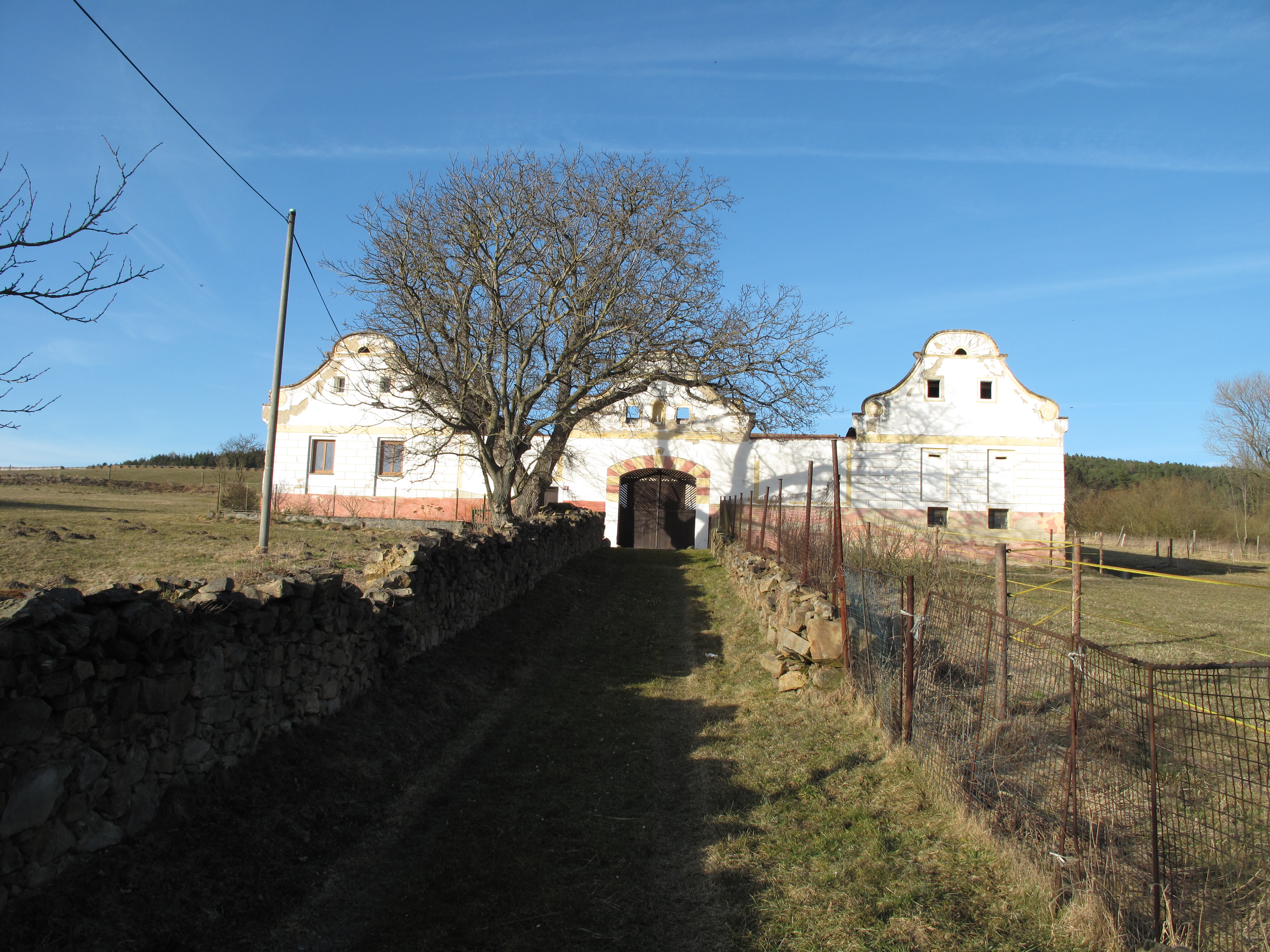
Zemědělská usedlost čp. 12
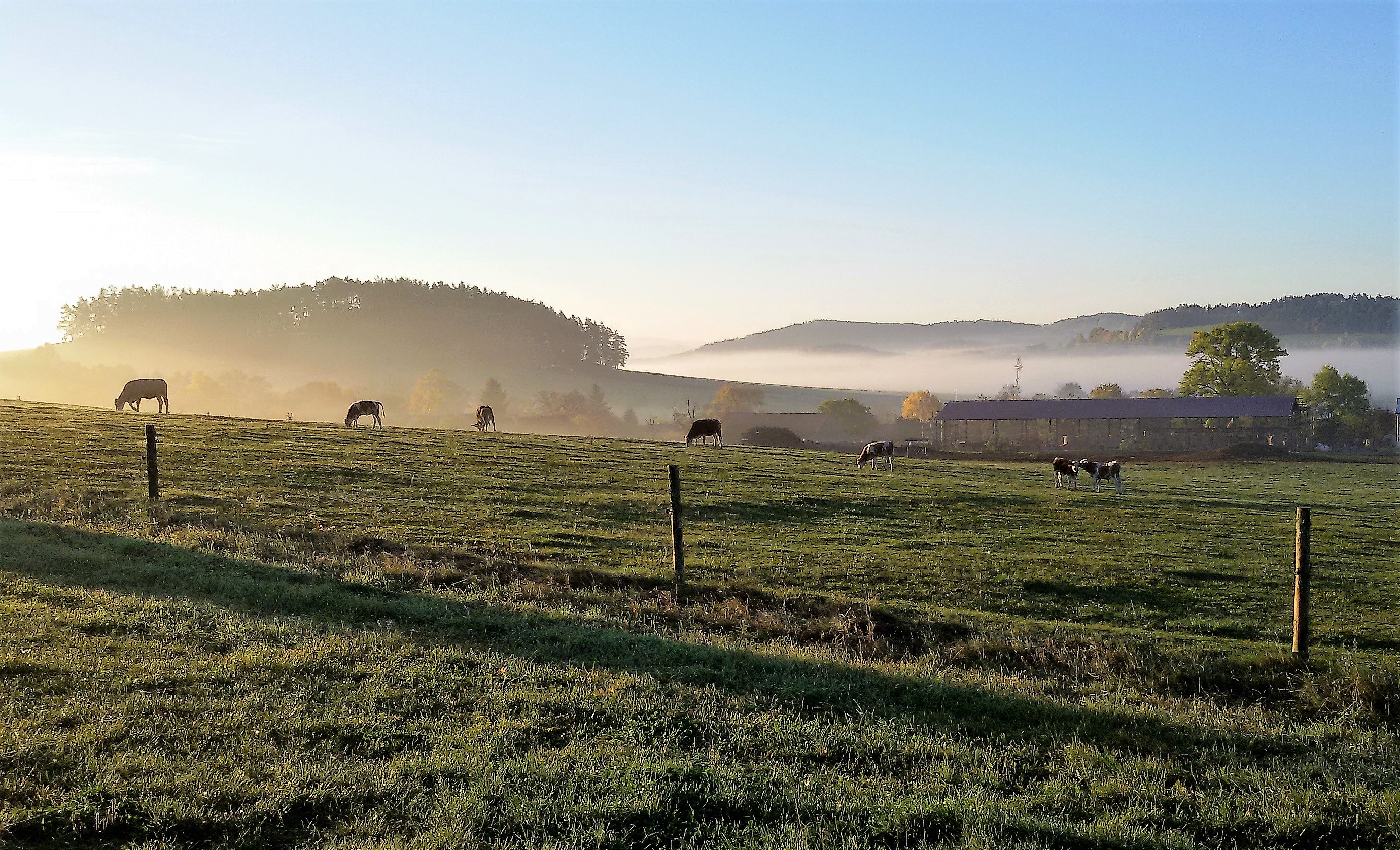
Pastvina nad obcí
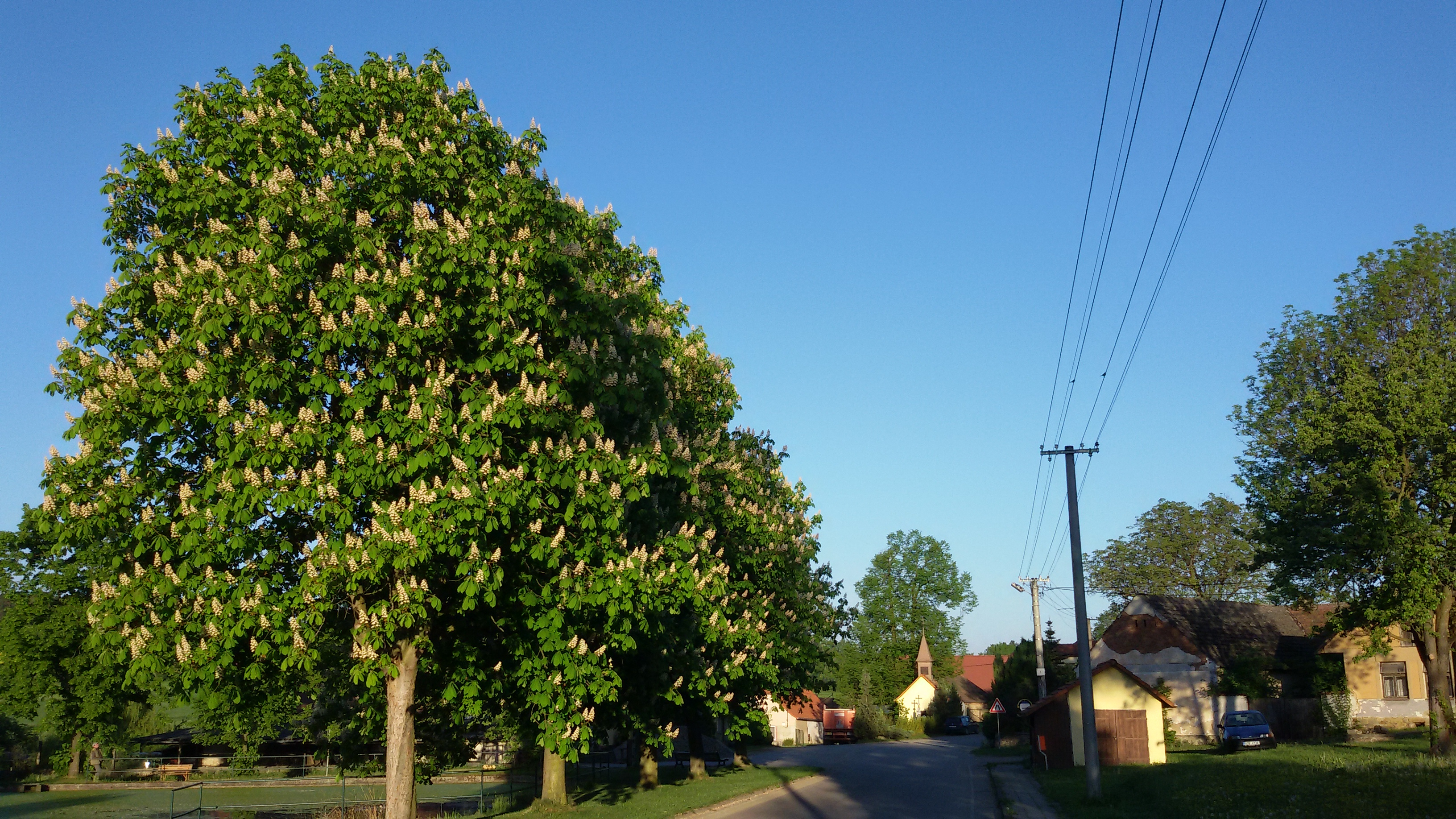
Kaštany u rybníka na návsi